# Titrage par oxydoréduction
Pour les articles homonymes, voir Titrage et Oxydoréduction.
«  Titrage rédox » redirige ici. Pour les autres significations, voir Rédox.
Un titrage par oxydoréduction ou titrage rédox ou oxydoréductimétrie est un titrage fondé sur des réactions d'oxydoréduction. Les principales méthodes sont la manganimétrie, la cérimétrie, la chromimétrie, la bromométrie et principalement l’iodométrie sous ses différentes formes.

## Iodométrie
La réaction de titrage standard est : I2 + 2 S2O32− → 2 I− + S4O62−
En iodométrie le composant récurrent est l'iode. En tant que titrant, le thiosulfate de sodium est généralement utilisé. L'iodométrie est largement utilisée en raison de son point final très précis et bien observable. Le titrage s'effectue jusqu'à ce que la solution devienne faiblement de couleur brunâtre. L'ajout d'amidon donne une coloration bleu. Après la reconstitution de la quantité finale de thiosulfate, la solution redevient incolore.
En outre du diiode, l'iodate et le periodate sont utilisés.

### Semi-réactions
- Diiode : I2 + 2 e− → 2 I−
- Iodate: IO3− + 6 H+ + 6 e− → I− + 3 H2O
- Periodate: IO4− + 8 H+ + 8 e− → I− + 4 H2O

### Exemples
- Détermination de la teneur en eau par la méthode de Karl Fischer
- Détermination de la vitamine C

## Manganimétrie
En manganimétrie, le permanganate (MnO4−) surtout de potassium est utilisé comme titrant. La très forte couleur de l'ion permanganate rend l'utilisation d'un indicateur coloré superflu : la première quantité de permanganate qui ne peut réagir avec le réducteur donne lieu à une décoloration violette nettement perçue dans la solution de titrage. En raison du potentiel redox élevé du permanganate, cette substance réagit avec pratiquement n'importe quel réducteur.

### Semi-réaction
- MnO4− + 8 H+ + 5 e− → Mn2+ + 4 H2O

### Exemples
- Détermination du fer : le fer est converti en un composé de fer (II) qui est ensuite converti en permanganate en fer (III).
- Détermination du peroxyde d'hydrogène (eau oxygénée).

## Bromométrie
En bromométrié, le bromate surtout de potassium est généralement utilisé. 

### Semi-réactions
- Brome : Br2 + 2 e− → 2 Br−
- Bromate : BrO3− + 6 H+ + 6 e− → Br− + 3 H2O
- Brome (à partir de bromate) : BrO3− + 5 Br− + 6 H+ → 3 Br2 + 3 H2O

suivi de Br2 + 2 e− → 2 Br−

### Exemples
- Détermination du nombre de doubles liaisons dans les molécules organiques
- Détermination de l'ammoniac selon la réaction : BrO3− + 2 NH3 → N2 + Br− + 3H2O

## Cérimétrie
En cérimétrie, les sels et les complexes cériques de cérium IV sont utilisés. 

### Semi-réaction
Ce4+ + e− → Ce3+

### Exemples
La cérimétrie est principalement utilisée pour la détermination du fer (II) où le permanganate n'est pas utilisable.

## Chromimétrie
En chromimétrie, l'ion dichromate (Cr2O72−) surtout de potassium est l'utilisé. 

### Semi-réaction
Cr2O72− + 14 H+ + 6 e− → 2 Cr3+ + 7 H2O

### Exemples
Le champ d'application principal de la chromimétrie est la détermination de la demande chimique en oxygène (DCO) des
eaux.

## Détermination du point d'équivalence
La détermination du point d'équivalence d'un titrage par oxydoréduction peut avoir lieu par différentes méthodes dont les principales sont présentées ci-dessous. 

### Auto-indication
L'auto-indication est principalement utilisée dans la manganimétrie et l'iodométrie car la solution de permanganate de potassium et la solution d'iode sont des solutions colorées. Pendant le titrage direct, la solution standard ajoutée est continuellement décolorée par la réaction avec l'échantillon. Quand la réaction est terminée, tout le réactif de l'échantillon a réagi, la solution standard n'est plus convertie et, par conséquent, la solution commence à reprendre la couleur de l'agent titrant.

### Utilisation des indicateurs redox
Les indicateurs rédox sont des substances qui sont elles-mêmes oxydées ou réduites et présentent donc à ce moment un changement de couleur. Les indicateurs largement utilisés sont la ferroïne en cérimétrie, l'alpha-Naphthoflavone en bromométrie et l'acide diphénylamine sulfonique en chromimétrie.
Les substances actives non rédox peuvent également servir d'indicateurs. En bromométrie, la décoloration par destruction d'un colorant indique le point final de la réaction. En iodométrie, on peut ajouter de l'amidon pour déterminer le point d'équivalence car l'iode forme un complexe coloré avec de l'amidon. 

### Titrage potentiometrique
Au cours d'un titrage redox, la tension électrique entre la solution d'échantillon et une électrode change. Dans la méthode potentiométrique, cette tension mesurée est tracée en fonction du volume de la solution ajoutée, on obtient une courbe de titrage qui peut être évaluée graphiquement ou par calcul.